# Xuân Thủy (huyện)
Xuân Thủy là một huyện cũ thuộc tỉnh Nam Hà, rồi thuộc tỉnh Hà Nam Ninh, sau thuộc tỉnh Nam Định. Tồn tại từ ngày 26 tháng 7 năm 1968 đến ngày 17 tháng 2 năm 1997.

## Vị trí địa lý và hành chính
Huyện Xuân Thủy có vị trí địa lý:
- Phía Bắc giáp huyện Vũ Thư và huyện Kiến Xương, tỉnhThái Bình với ranh giới là sông Hồng
- Phía Tây giáp huyện Nam Ninh với ranh giới là sông Ninh Cơ
- Phía Nam giáp huyện Hải Hậu
- Phía Đông giáp vịnh Bắc Bộ

Huyện Xuân Thủy gồm thị trấn Ngô Đồng và 41 xã: Bạch Long, Bình Hòa, Giao An, Giao Châu, Giao Hà, Giao Hải, Giao Hương, Giao Lạc, Giao Lâm, Giao Long, Giao Nhân, Giao Phong, Giao Tân, Giao Thanh, Giao Thiện, Giao Thịnh, Giao Tiến, Giao Xuân, Giao Yến, Hoành Sơn, Hồng Thuận, Thọ Nghiệp, Xuân Bắc, Xuân Châu, Xuân Đài, Xuân Hòa, Xuân Hồng, Xuân Hùng, Xuân Kiên, Xuân Ngọc, Xuân Ninh, Xuân Phong, Xuân Phú, Xuân Phương, Xuân Tân, Xuân Thành, Xuân Thượng, Xuân Thủy, Xuân Tiến, Xuân Trung, Xuân Vinh.

## Lịch sử
Huyện Xuân Thủy được thành lập vào ngày 26 tháng 7 năm 1968 trên cơ sở hợp nhất hai huyện Xuân Trường và Giao Thủy thuộc tỉnh Nam Hà. Khi hợp nhất, huyện Xuân Thủy có 51 xã: Bạch Long, Giao An, Giao Bình, Giao Châu, Giao Hà, Giao Hải, Giao Hiếu, Giao Hòa, Giao Hoan, Giao Hoành, Giao Hồng, Giao Hùng, Giao Hương, Giao Lạc, Giao Lâm, Giao Long, Giao Nhân, Giao Phong, Giao Sơn, Giao Tân, Giao Thắng, Giao Thanh, Giao Thiện, Giao Thuận, Giao Tiến, Giao Xuân, Giao Yến, Xuân Bắc, Xuân Châu, Xuân Đài, Xuân Hùng, Xuân Hòa, Xuân Khu, Xuân Kiên, Xuân Lạc, Xuân Nghĩa, Xuân Nghiệp, Xuân Ngọc, Xuân Phong, Xuân Phú, Xuân Phương, Xuân Tân, Xuân Thành, Xuân Thiện, Xuân Thọ, Xuân Thượng, Xuân Thủy, Xuân Tiên, Xuân Tiến, Xuân Trung, Xuân Vinh.
Cũng trong ngày này, hợp nhất hai xã Giao Hòa và Giao Bình thành xã Bình Hòa, hợp nhất hai xã Giao Hoan và Giao Hiếu thành xã Giao Thịnh, sáp nhập hai xã Giao Hùng và Giao Thắng vào xã Giao Tiến, hợp nhất hai xã Xuân Nghĩa và Xuân Lạc thành xã Xuân Ninh; hợp nhất hai xã Xuân Thọ và Xuân Nghiệp thành xã Thọ Nghiệp, hợp nhất ba xã Xuân Khu, Xuân Tiên và Xuân Thiện thành xã Xuân Hồng, hợp nhất hai xã Giao Hoành và Giao Sơn thành xã Hoành Sơn, hợp nhất hai xã Giao Hồng và Giao Thuận thành xã Hồng Thuận.
Ngày 27 tháng 12 năm 1975, huyện Xuân Thủy thuộc tỉnh Hà Nam Ninh do hợp nhất hai tỉnh Nam Hà và Ninh Bình.
Ngày 1 tháng 4 năm 1986, thành lập thị trấn Ngô Đồng, thị trấn huyện lỵ huyện Xuân Thủy trên cơ sở 141,25 ha diện tích tự nhiên của xã Bình Hòa; 72,46 ha diện tích tự nhiên của xã Hoành Sơn và 2,02 ha diện tích tự nhiên của xã Xuân Phú.
Ngày 12 tháng 8 năm 1991, huyện Xuân Thủy thuộc tỉnh Nam Hà vừa được tái lập.
Ngày 6 tháng 11 năm 1996, huyện Xuân Thủy thuộc tỉnh Nam Định vừa được tái lập.
Ngày 17 tháng 2 năm 1997, huyện Xuân Thủy lại được tách trở lại như trước khi hợp nhất, thành 2 huyện Xuân Trường và Giao Thủy:
- Huyện Giao Thủy có 2 thị trấn: Ngô Đồng (huyện lỵ) và Quất Lâm và 20 xã: Bạch Long, Bình Hòa, Giao An, Giao Châu, Giao Hà, Giao Hải, Giao Hương, Giao Lạc, Giao Lâm, Giao Long, Giao Nhân, Giao Phong, Giao Tân, Giao Thanh, Giao Thiện, Giao Thịnh, Giao Tiến, Giao Xuân, Giao Yến, Hoành Sơn, Hồng Thuận.
- Huyện Xuân Trường có 19 xã: Thọ Nghiệp, Xuân Bắc, Xuân Châu, Xuân Đài, Xuân Hòa, Xuân Hồng, Xuân Kiên, Xuân Ngọc, Xuân Ninh, Xuân Phong, Xuân Phú, Xuân Phương, Xuân Tân, Xuân Thành, Xuân Thượng, Xuân Thủy, Xuân Tiên, Xuân Trung, Xuân Vinh.